# Xonotlita
La xonotlita és un mineral de la classe dels silicats, que pertany i dona nom al grup de la xonotlita. Va ser anomenada així l'any 1866 per Karl Friedrich August Rammelsberg en honor del lloc on va ser descoberta, la localitat de Tetela de Xonotla, a l'estat de Puebla (Mèxic).

## Característiques
La xonotlita és un silicat hidroxilat de calci, amb fórmula Ca₆Si₆O17(OH)₂. A més dels elements de la seva fórmula, sol portar com a impureses: ferro, manganès i aigua. Cristal·litza en el sistema monoclínic, i la seva duresa a l'escala de Mohs és de 6,5. Alguns exemplars rars poden ser emprats com gemma en joieria.

## Formació i jaciments
Es troba en filons en roques serpentines o en zones de metamorfisme de contacte en roques calcàries. Sol trobar-se associada a altres minerals com: tobermorita, clinoedrita, wol·lastonita, diòpsid, taumasita, laumontita, estibina o apofil·lita.

## Grup de la xonotlita
El grup de la xonotlita està integrat per quatre espècies minerals:
| Espècie      | Fórmula                                 |
| ------------ | --------------------------------------- |
| Chivruaiïta  | Ca₄(Ti,Nb)₅(Si₆O17)₂(OH,O)₅·13-14H₂O    |
| Haineaultita | (Na,Ca)₅Ca(Ti,Nb)₅(Si₆O17)₂(OH,F)₈·5H₂O |
| Xonotlita    | Ca₆Si₆O17(OH)₂                          |
| Zorita       | Na₈(Ti,Nb)₅(Si₆O17)₂(OH,O)₅·14H₂O       |